# Anomis phanerosema
Anomis phanerosema là một loài bướm đêm trong họ Erebidae.